# 54. pr. Kr.
◄ | 2. stoljeće pr. Kr. | 1. stoljeće pr. Kr. | 1. stoljeće | ►
◄ | 80-ih pr. Kr. | 70-ih pr. Kr. | 60-ih pr. Kr. | 50-ih pr. Kr. | 40-ih pr. Kr. | 30-ih pr. Kr. | 20-ih pr. Kr. | ►
◄◄ | ◄ | 57. pr. Kr. | 56. pr. Kr. | 55. pr. Kr. | 54 pr. Kr. | 53. pr. Kr. | 52. pr. Kr. | 51. pr. Kr. | ► | ►►
Astronomija

## Događaji
- Orod II. Partski zarobio brata Mitridata III. nakon duge opsade Babilona
- Julije Cezar dolazi u Ilirik da skrši ustanak Pirusta

## Smrti
- Gaj Valerije Katul, rimski liričar (* 87. pr. Kr.)
- Mitridat III. Partski, bivši suvladar Partskog Carstva i svrgnuti vladar Medije